# Parafia Przemienienia Pańskiego w Sylwanowcach
Parafia Przemienienia Pańskiego w Sylwanowcach – rzymskokatolicka parafia znajdująca się w Sylwanowcach, w diecezji grodzieńskiej, w dekanacie Sopoćkinie, na Białorusi. Parafię prowadzą oblaci.

## Historia
Parafia w Sylwanowcach erygowana została w 1795 dzięki staraniom podczaszego grodzieńskiego Jana Moroza, wspierającego podział istniejącej parafii Hoża Sylwanowce i wydzielenie nowej w swej wsi dziedzicznej. Wcześniej we wsi istniała kaplica filialna parafii w Hoży. Po pożarze drewnianego kościoła, wzniesiono nowy, murowany w 1840 (prace zakończono w 1867). Oprócz kościoła parafialnego w Sylwanowcach, parafia posiadała również kościół filialny w Teolinie (powiat augustowski, gubernia suwalska). W 1901 w Sylwanowcach swoją mszę prymicyjną odprawił ks. Romuald Jałbrzykowski. Od 28 października 1925 parafia należała do nowo powołanej diecezji łomżyńskiej.
Po II wojnie światowej Sylwanowce znalazły się w Związku Sowieckim. Parafia nie posiadała kapłana, jednak wierni obronili kościół przed zamknięciem. Do Sylwanowiec dojeżdżał ksiądz z Adamowicz. Gdy nie było to możliwe wierni sami odprawiali nabożeństwa, kładąc ornat na ołtarzu. Od upadku ZSRS parafia funkcjonuje normalnie.